# Erythrococca dewevrei
Erythrococca dewevrei är en törelväxtart som först beskrevs av Ferdinand Albin Pax, och fick sitt nu gällande namn av David Prain. Erythrococca dewevrei ingår i släktet Erythrococca och familjen törelväxter. Inga underarter finns listade i Catalogue of Life.